# 前迫莉亜
前迫 莉亜（まえさこ りあ、1994年8月24日 - ）は、日本の女優。鹿児島県出身。

## 出演

### テレビドラマ
- 戦慄女子 第4話 トル女編（2018年、エンタメ〜テレ） - 女学生 役
- ドラマスペシャル 黒革の手帖～拐帯行～（2021年、テレビ朝日） - アルテローズ・キャバ嬢 ありさ 役
- 今度生まれたら（2022年、NHK BSプレミアム） - 北斗園芸社員 役
- 老害の人（2024年、NHK BSプレミアム） - 月岡紗奈 役

### 映画
- 闇金クイーン（2020年、監督：藤田真一） - 瑠奈 役
- 間借り屋の恋（2022年、監督：増田嵩虎） - 後藤波 役
- ダラダラ（2022年、監督：山城達郎） - 亜希 役
- メイヘムガールズ（2022年、監督：藤田真一） - アナウンサー 役
- REVOLUTION+1（2022年、監督：足立正生） - 川上達也の妹 役
- 渇水（2023年、監督：髙橋正弥） - 木村 役
- 愛のこむらがえり（2023年、監督：髙橋正弥） - 坂上玉恵 役
- ピザとダンス（2023年、監督：増田嵩虎） - 関加奈子 役
- SUMME LIVRE（2023年7月、監督：佐向大） - 前田茉莉 役
- 心平、（2024年、監督：山城達郎） - 美幸 役
- #探偵は映画を見ない〈短編〉（2024年、監督：渡邉高章） - 杏野くらら 役
- 3つのグノシエンヌ（2025年公開予定、監督：ウエダアツシ）[2]

### CM
- LINE×スターバックス LINE ギフト
- 花王ビオレなで落ちジェル
- トヨタ安全技能技術体験イベント
- アサヒスーパードライ
- タリーズコーヒー ブランドムービー